# Stralsunder Straßennamen/E
Dies ist ein Verzeichnis der Straßennamen der Hansestadt Stralsund.
Das Verzeichnis nennt den Namen der Straße und (in Klammern) den Ortsteil. Dazu wird eine Erläuterung (Jahr der Benennung, Grund) zum Straßennamen gegeben. Wegen der großen Anzahl an Straßen wurde das Verzeichnis nach den Anfangsbuchstaben der Straßennamen aufgeteilt. Unter "Allgemeines" finden Sie die Einleitung und Erläuterungen zu den Straßennamen allgemein.
Beispiel: Den Amanda-Weber-Ring finden Sie unter A.
- Edith-Dettmann-Straße	(Tribseer / Tribseer Wiesen)

Benannt nach der Malerin Prof. Edith Dettmann (1898 – 1987).
- Ehm-Welk-Weg (Knieper / Knieper West)

Benannt nach dem deutschen Schriftsteller Ehm Welk. Ein direkter Bezug zu Stralsund besteht nur insofern als Ehm Welk 1955 in Stralsund an der Zentralen Gedenkfeier der DDR zum 150. Geburtstag Hans Christian Andersens teilnahm.
- Ehrenpreisweg	(Tribseer / Tribseer Wiesen)

Benannt nach der Wiesenpflanze Ehrenpreis. Dieses Stadtviertel wurde auf einem ehemaligen Wiesengelände errichtet.
- Elisabeth-Büchsel-Weg	(Tribseer / Tribseer Wiesen)

Benannt nach der deutschen Malerin Elisabeth Büchsel (1867–1957). Die gebürtige Stralsunderin setzte bevorzugt Motive der Insel Hiddensee in ihren Werken um.
- Elisabethweg (Tribseer / Tribseer Siedlung)

- Erich-Kliefert-Straße	(Tribseer / Tribseer Wiesen)

Benannt nach dem Stralsunder Maler Erich Kliefert (1893–1994). Kliefert schuf unter anderem in den 1930er Jahren die monumentalen Wandgemälde im Stralsunder Bahnhof, die Ansichten Stralsunds und der Insel Rügen zeigen.
- Ernst-Moritz-Arndt-Straße (Knieper / Kniepervorstadt)

Die Straße existiert seit 1925. Sie wurde am 24. März 1925 nach dem deutschen Schriftsteller Ernst Moritz Arndt, der in Stralsund von Februar 1787 bis Oktober 1789 das Gymnasium Stralsund im Katharinenkloster besuchte.
- Everd-Drulleshagen-Weg (Knieper / Knieper Nord)

Benannt nach dem Stralsunder Everd Drulleshagen. Er vermachte der Schiffercompagnie Stralsund das Gut Kramerhof.